# 라일 벨트거

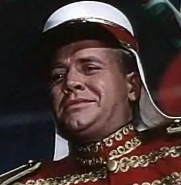

라일 벨트거(Lyle Bettger, 1915년 2월 13일 ~ 2003년 9월 24일)는 미국의 배우, 텔레비전 배우이다.
필라델피아에서 태어났다.

## 영화
- 명탐정 바나비 존즈 (1973년)
- 더 세븐 미니츠 (1971년)
- 하와이언스 (1970년)
- 하와이 5-0수사대 (1968년)
- 패스티스트 기타 얼라이브 (1967년)
- 네바다 스미스 (1966년)
- 보난자 (1959년)
- OK 목장의 결투 (1957년) - 아이크 클랜턴 역
- 론 레인저 (1956년)
- 애혼 (1955년)
- 지상 최대의 쇼 (1952년)
- 유니언 스테이션 (1950년) - 조이 비컴 역